# Forum for African Women Educationalists

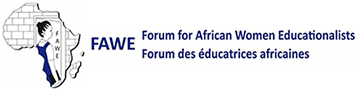
Logo FAWE

Das Forum for African Women Educationalists (FAWE) ist eine panafrikanische NGO zur Förderung der Bildung von Frauen und Mädchen.

## Geschichte und Struktur
Das Forum for African Women Educationalists wurde 1992 von fünf Bildungsministerinnen gegründet, um die Erziehung von Mädchen und Frauen in Subsahara-Afrika zu fördern, indem ihnen der Zugang zu Schulen sowie die Möglichkeit der Beendigung ihrer Ausbildung gesichert werden soll. Hierdurch sollen sie ihre Möglichkeiten nutzen können, wie es auch die Bewegung Education For All (Bildung für alle) der UNESCO vorsieht. Die Mitglieder der Organisation setzen sich aus Bildungsministern, Vize-Kanzlern von Universitäten, Entscheidungsträgern im Bereich Bildung, Forschern, Geschlechterspezialisten und Menschenrechtsaktivisten zusammen.
Das Sekretariat sitzt in Nairobi. Derzeit gibt es 34 Nationalkapitel in 33 Ländern, darunter Benin, Gabun, Gambia, Ghana, Guinea, Liberia, Nigeria, Ruanda, Senegal, Sierra Leone, Uganda, Togo und andere.
Es ist ein internationaler Partner des Ford Foundation International Fellowship Program und eine Partnerorganisation der Vereinigung Afrikanischer Frauen für Forschung und Entwicklung.
Die Geschäftsführung hat Hendrina Doroba inne.
Das Präsidium besteht aus:
- Aicha Bah Diallo – Vorsitzende, ehemalige Beraterin des UNESCO-Generaldirektors, ehemalige Bildungsministerin von Guinea, ehemalige UNESCO-Leiterin für grundlegende Bildung[1]
- Marie Lydia Toto Raharimalala – Vizevorsitzende, Ministerin für technische Erziehung und Berufsausbildung von Madagaskar
- Monica Mweseli – Schatzmeisterin, Professorin, Vize-Kanzlerin der Kiriri Women’s University of Science and Technology, Kenia, ehemalige Leiterin der Abteilung Literatur und Linguistik der University of Nairobi
- Christine Dranzoa – Schriftführerin, Associate Professor an der Makerere-Universität, Uganda, stellvertretende Leiterin der School of Graduate Studies der University of Manitoba, Kanada
- Winnie Nhlengethwa – Mitglied, Vizekanzlerin der Southern Africa Nazarene University, Eswatini
- Fatou Sarr – Mitglied, Forscherin an der IFAN-Cheikh Anta Diop University, Senegal
- Esi Sutherland-Addy – Mitglied, Leiterin der Abteilung für Sprache, Literatur und Theater am Institute of African Studies der Universität von Ghana, ehemalige Vizeministerin für Hochschulwesen von Ghana[2]
- Paulette Missambo – Mitglied, Gründungsmitglied, ehemalige Bildungsministerin von Gabun
- Mwanaidi Abdallah – Mitglied, Generalsekretärin des Ministeriums für Bildung und Berufsausbildung von Sansibar[3]